# Aguirre (apellido)
Aguirre (en euskera Agirre) es un apellido muy antiguo de origen vasco y uno de los muchos de la nobleza vasca.
Se cree que etimológicamente proviene de la voz vasca ageri  que significa manifiesto, notorio, patente o descubierto. Se trata de un apellido relativamente abundante y cuyo origen no puede ser trazado a un lugar en concreto, ya que existe constancia de linajes familiares llamados Aguirre en decenas de pueblos diferentes del País Vasco. Eso hace pensar que fue un término común utilizado para denominar a casas que ocupaban un lugar dominante del terreno, que quedaban especialmente visibles y al descubierto; lo que hizo que muchos pueblos del País Vasco tuvieran (y sigan teniendo) alguna casa llamada Aguirre.
Según datos del INE hay casi 20.000 personas en España que portan Aguirre como primer apellido y casi otras tantas que lo tienen como segundo apellido. La zona donde es relativamente más frecuente este apellido es el País Vasco y Navarra, aunque el mayor número de Aguirres viven en Madrid. También hay en torno a 2200 personas en el País Vasco y Navarra que llevan el apellido Agirre, que es una variante de este apellido escrito según la ortografía vasca.
En Guipúzcoa se sitúa el linaje más antiguo. Ya en el año 850, caballeros de esta familia acompañaron al rey Ramiro I en la Batalla de Clavijo.
También se tienen noticias de otros Aguirre en Tolosa (1346) e Isasondo (1399).
De Guipúzcoa son las casas de Gaviria, Azpeitia, Escoriaza, Anoeta, Villareal de Urrechu, Legorreta, Asteasu, Zarauz, Régil, Oyarzun, Vergara, Ichaso, Alcíbar, Zumarraga, Goyaz, Legazpia, Larimuz, San Sebastián, Placencia, Gainza, Isasondo, Motrico, Beasáin, Usúrbil, Alquiza, Olavarrieta, Aduna, Albistur, Andoáin, Mondragón, Elgueta, Astigarreta, Deva, y Ataun.
En Vizcaya hay casas de los Aguirre en Abadiano, Arrigorriaga, Berango, Bermeo, Bérriz, Durango, Garayeta, Guernica, Ispáster y Lequeitio.
En Álava hay casas en Amurrio, Izoria, Lierna, Murga, Salvatierra, Vitoria y Zalduendo de Álava.
Casas de los Aguirre en Navarra hay en Arizcun, Ibargoiti, Oco y Vera de Bidasoa.
Los Aguirre se extendieron después por toda la península, tomando parte activa en la reconquista.
Descripción del escudo de armas: las armas más antiguas son en campo de oro, una carrasca de sinople, terrazado de lo mismo y atravesada al pie del tronco, loba de sable amamantando a dos lobeznos también de sable.
Existen variaciones sobre las armas anteriores y también numerosos escudos diferentes según las casas de las que proceden.
Actualmente es un apellido muy extendido por el mundo, especialmente por España e Hispanoamérica.